# 惠州市图书馆
惠州市图书馆（英語：Huizhou Library，前称“惠州慈云图书馆”）是一间位于中华人民共和国广东省惠州市的公共图书馆，前身为1931年成立的私立丰湖图书馆及1886年成立的丰湖书藏。该馆现时的馆舍位于惠州市惠城区三新南路15号，于2004年9月30日启用，由惠州市人民政府与香港慈云阁董事局共同出资建设。
该馆现时为惠州市文化广电旅游体育局下属的正科级公益性文化事业单位，亦是中华人民共和国文化和旅游部评定的国家一级图书馆。截至2018年底，该馆有874743册纸质藏书及636982册电子书，当中包含约10万册期刊合订本及2万余册古籍。

## 沿革

### 丰湖书藏、私立丰湖图书馆时期
慈云图书馆的前身应追溯至1886年（清光绪十二年）建立的“丰湖书藏”。该年，时任丰湖书院山长的梁鼎芬认为书院当时以四书五经为主体的藏书不敷应用，遂写“捐书启事”以号召惠州当地民众捐书。梁后来又写《丰湖书藏四约》求助于天下，并规定所捐之书籍不受版本、数量及书院是否已藏的限制，允许捐赠者在书中“刻印爵里、盖印姓氏”，及承诺向其开具收条。此举得到时任两广总督张之洞大力支持，梁鼎芬亦很快收获四万六千余册来自各地的书籍。梁随后在书院西侧“建楼三楹”，用于收藏这些书籍，称“丰湖书藏”，是为中国最早的校园图书馆之一。而为了妥善管理书籍，梁鼎芬雇请专人管理书藏，又将《丰湖书藏四约》用于书藏管理。《四约》是清朝条目最多、内容最详细的藏书规章，亦被认为是近代图书馆理念、制度的体现。
民国初期，惠州遭受猛烈的炮火轰击，书藏亦在战火中遭受严重损失。1921年，当地人士将剩余藏书转移至小西门义仓（位于今惠州九小附近）保管。1931年春，在李岱青、黄树棠及张友仁等地方名士倡议之下，私立丰湖图书馆成立，并由黄树棠任馆长，建馆舍于中山公园梌山原育婴堂旧址，并向公众开放。该馆的图书是由小西门义仓内藏书转移而来。
1948年，图书馆进行扩建，具体为在原建筑前后各加建一栋砖木结构瓦房。至惠州解放之前，私立丰湖图书馆共有藏书10035册。

### 军占时期
1949年10月18日，中国人民解放军进驻惠州后，惠州军事管制委员会文教接管委员会社教接管组接管了私立丰湖图书馆，但驻军在当时占领了大部分馆舍。1950年6月，惠州镇人民政府将私立丰湖图书馆改制为东江丰湖图书馆，并在平湖门建立新馆舍，为两层砖木结构楼房，是为惠州的第一个公共图书馆。1951年5月，东江丰湖图书馆更名为东江人民图书馆，隶属于东江专区专员公署文教科。
1953年5月15日，图书馆再改名为惠阳县图书馆。同年，图书馆开始提供书籍外借服务。1958年，惠阳县图书馆被划给县级惠州市，并更名为惠州市图书馆。同年，因修缮需要，图书馆暂时迁至百花洲。此外，图书馆又在中山纪念堂、桥东第三办事处及数间远离图书馆的学校设置阅览点。
1959年下半年，时任广州军区政治委员陶铸电令驻惠州部队撤出原丰湖私立图书馆馆舍，并将其归还至地方政府，图书馆军占时期由此结束。

### 惠州市图书馆时期
1960年11月，惠州市图书馆回迁至原私立丰湖图书馆馆址。该年，图书馆拥有60444册藏书，每年购书经费为人民币1万元。“文化大革命”时期，红卫兵占领馆舍，设“红卫兵惠州学生总部”。1968年下半年之后，图书馆干部、职工被分别下放至五七干校及工厂，图书馆停止开放。红卫兵占领期间，图书馆遭到严重破坏，累计有古字画两千余幅、唱片数千张及各类图书一万余册被偷、被毁。1972年以后，图书馆逐渐恢复开放。1979年，原国家文化部下拨人民币3万元至惠州市图书馆，用于古籍图书保护。1984年，图书馆北面旧楼被鉴定为危楼。之后，该楼被拆除，改建为占地1100平方米的四层园林式楼房。1987年，该馆首次对职工进行专业技术职称评定考核，最终有7人获评中、初级职称。至该年年底，图书馆有藏书204954册。
1988年6月1日，图书馆转隶惠州市文化局。1989年5月28日，惠州市图书馆参与全国首届图书馆宣传周活动，此后每年举办一次该活动。1995年，该馆筹集人民币15万元，用于抢救遭虫蛀的古籍，及对馆内古籍进行全面的修补、整理。次年，图书馆在室内安装数台空调，并安装窗帘以遮光，从而改善藏书条件。

### 慈云图书馆时期
2002年，香港慈云阁董事会向惠州市捐建了图书馆，该馆由慈云阁与惠州市人民政府共同出资建设。5月29日，该馆开工建设。2004年9月30日，新图书馆启用，为惠州市规模最大的图书馆。惠州市图书馆亦正式迁入新馆，并更名为“惠州慈云图书馆”。
2007年9月，该馆开通了参考咨询服务，市民可透过直接向图书馆职员反映、于图书馆官网留言及发送电子邮件反馈等方式查询专业资料。2011年11月，该馆启用了新版网络图书管理系统，当中包括以手机短信形式告知读者按时还书。2014年12月28日，该馆古籍文献修复室揭牌成立，成为惠州首间古籍修复机构。2015年4月14日，慈云图书馆理事会成立，是为该馆的决策管理机构。2017年3月1日，该馆正式将中华人民共和国第二代居民身份证作为借阅证使用，同时对不持有二代身份证的读者推出条码卡读者证；该馆亦宣布在该日期之前发行的旧版读者证于该年8月1日停止使用，并开放市民退还旧版读者证押金的服务。2019年7月6日，该馆开始试行延时服务，逢周末（不含法定节假日）开馆时间由上午9时提前至上午8时半。9月中旬，该馆在御景花园小区启用惠城区首个“通借通还”社区服务点，具体运营工作由御景花园物业管理部门及业主委员会负责。
2022年5月，该馆启动旨在保障乡村未成年人基本文化权益的“苔花励读成长计划”，并开始在市内留守儿童集中的乡村设立“苔花书屋”。

### 复名惠州市图书馆后
2023年4月27日，惠州慈云图书馆正式复名为惠州市图书馆，以体现该馆“地市级政府公共文化设施”之地位；同日，设于该馆一楼的青少年阅读空间和报刊借阅区亦正式向公众开放。5月7日，该馆的VR阅读体验区开幕。

## 馆舍

### 丰湖书院藏书楼
丰湖书藏（丰湖书院藏书楼）位于丰湖书院西面，含有3栋藏书楼。书藏在最高峰时拥有约十万册藏书。
目前的藏书楼门口悬有“收藏胜似昆冈富，书卷长留天地间”之联句，由赵朴初题写。楼内现时仍保有1603册藏书，另有部分捐赠图书，惟目前未有向公众开放，但藏书楼旁边设有阅览室供公众使用。

### 中山公园馆址
中山公园馆址是原私立丰湖图书馆的馆舍，亦是原惠州市图书馆于1960年11月至2004年9月期间使用的馆舍，位于惠城区中山公园2号。该处馆舍始建于1931年，为二层钢筋混凝土结构楼房，总面积为800平方米。1948年，当时的九龙环山学校校长周醒南捐赠砖木结构瓦房两间，分布于既有馆舍前后。1960年，该处馆舍完成修缮，修缮后占地面积为5000平方千米，总建筑面积为1200平方千米，设采编室、外借处、儿童阅览室、书库、特藏室、办公室等机构。
该处馆舍在“文化大革命”期间一度被划给其他部门使用，直至1976年才完全恢复向公众开放。1984年，图书馆北面旧楼因被鉴定为危房而被拆除，随后建立一栋4层园林式楼房，占地面积为1100平方米。在惠州市图书馆迁入现时慈云图书馆馆址之前，中山公园馆址设期刊报纸阅览室、儿童阅览室、参考咨询部、工具书室及地方文献室等部门。
目前，中山公园馆址是惠州少儿图书馆及惠城区图书馆现时使用的馆舍；而“惠州私立丰湖图书馆”之石碑亦立于该处。

### 平湖门及百花洲馆址
平湖门馆址是原东江丰湖图书馆、原东江人民图书馆及原惠阳县图书馆的馆址，为两层砖木结构木楼，占地面积800余平方米，建筑面积1200平方米。1953年时，该馆设一间60平方米的报章阅览室、一间50平方米的期刊阅览室及一间100平方米的少儿阅览室，另有借书处、藏书库等机构。
百花洲馆址是原惠州市图书馆在1958-1960年期间的临时馆址，仅设借书处、报章阅览室及儿童阅览室。

### 现馆址

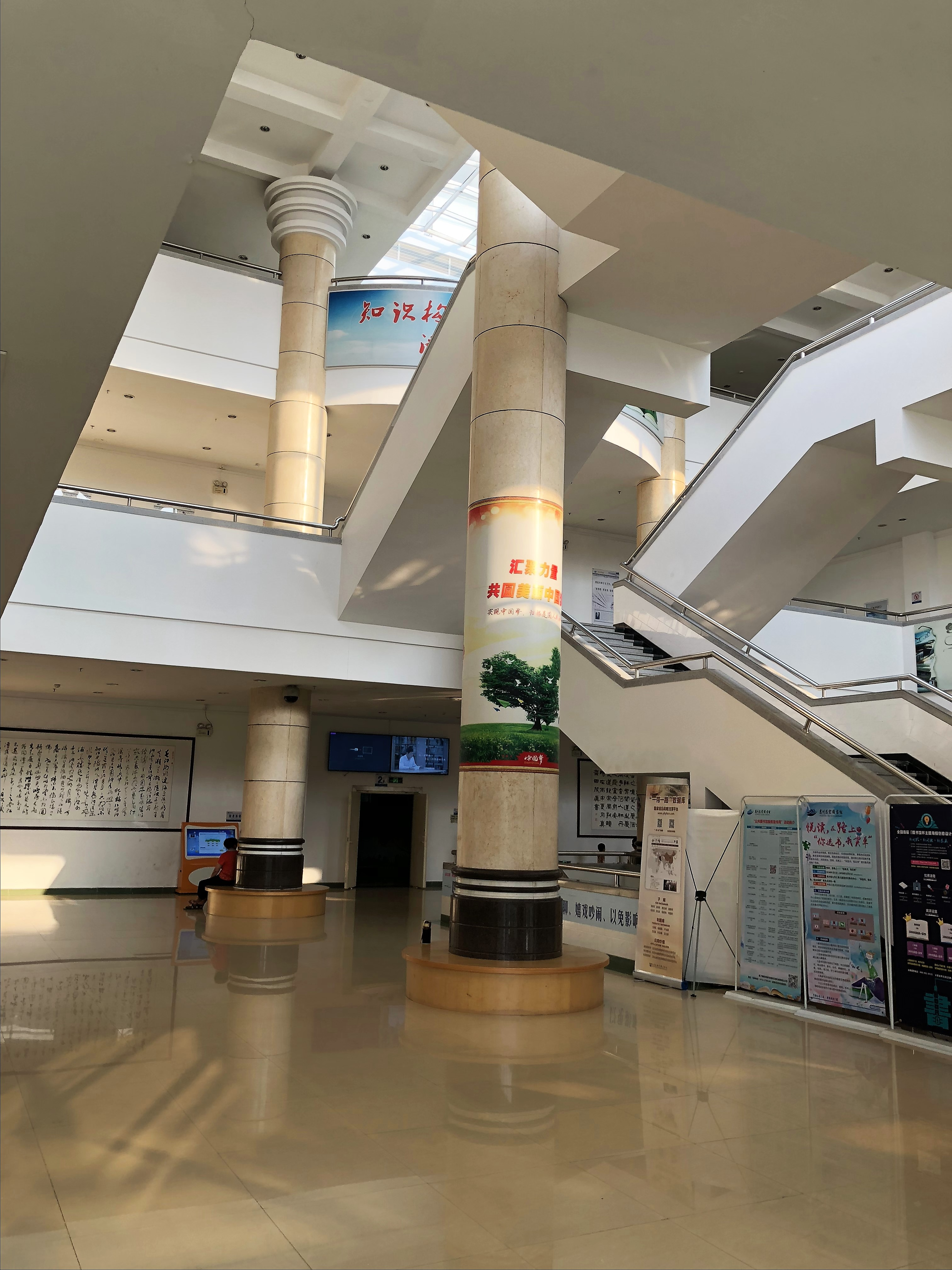
现馆址内部一景

惠州市图书馆现时馆址位于惠城区三新南路15号，占地面积为19266平方米。馆内现时有6间阅览室及1间自修室，共提供1090个座位；此外，该馆还设有一间360座位的学术报告厅、一间展览厅及19间功能厅。该馆为地上四层建筑，主入口设于二层；馆体整体呈“丙”字型结构，楼顶正中则有一部分被设计为一本翻开的书。

## 馆务

### 借阅
现时，持有中华人民共和国居民身份证的14岁及以上人士在图书馆的自助办证机登记后，即可将身份证作为读者证使用。14岁以下小童则需在监护人陪同之下凭户口簿办理备具少儿文献借阅权限的条码卡读者证，非中国大陆籍人士则凭护照办理条码卡读者证。
每张读者证或身份证每次可借阅不超过3本书籍，且所借书籍总价不超过人民币200元，每次借阅的借阅期限为30天，期满之前读者可办理一次时长为30天的续借手续。如超期归还，图书馆会按人民币1角/天的费率收取超时费用，上限为10元。长期不归还外借书籍的读者则会留下不良记录，对个人征信造成影响。而在新型冠状病毒疫情期间，该馆暂停收取超时费用。图书馆原定在2020年5月20日恢复收取这一费用，后又于5月中旬宣布将恢复收取超时费用的日期调整为6月30日。
除传统的线下及线上借阅方式外，该馆还于2018年8月在2018南国书香节暨第八届惠州书展上推出“云书快借”服务。公众可透过该馆微信公众号进行线上借书，图书馆则以快递形式向借阅者寄出所借书籍。图书馆在该服务上又与京东合作，使借阅范围扩大至该网站已上架的全部书籍，图书馆则负责即时采购尚无馆藏的书籍。2020年1月18日，该馆又引入10台高配智能一体机，令已录入面部特征信息的读者可透过“刷脸”之方式借还藏书。

### 开放时间

#### 一般安排
自2019年7月6日起，图书馆在一般情况下实行如下开放安排：
| 设施       | 日子及开放时间 | 日子及开放时间           | 日子及开放时间           | 日子及开放时间 |
| 设施       | 星期一         | 星期二至五（非公众假期） | 星期六、日（非公众假期） | 公众假期       |
| ---------- | -------------- | ------------------------ | ------------------------ | -------------- |
| 图书借阅室 | 关闭           | 9:00-21:00               | 8:30-21:00               | 9:00-16:00     |
| 报刊借阅室 | 关闭           | 9:00-12:00 14:00-17:30   | 8:30-12:00 14:00-17:30   | 9:00-16:00     |
| 少儿借阅室 | 关闭           | 9:00-12:00 14:00-17:30   | 8:30-12:00 14:00-17:30   | 9:00-16:00     |
| 地方文献室 | 关闭           | 9:00-12:00 14:00-17:30   | 8:30-12:00 14:00-17:30   | 9:00-16:00     |
| 工具书室   | 关闭           | 9:00-12:00 14:00-17:30   | 8:30-12:00 14:00-17:30   | 9:00-16:00     |

#### 特别安排
为应付暑假期间的入馆高峰，图书馆会在每年7月6日至8月31日期间取消少儿借阅室的中午休息时段，即上述日期12:00-14:00亦照常开放少儿借阅室。
而在2019冠状病毒病疫情期间，该馆于2020年1月24日起与其余市直文化、体育、宗教场所一同暂停开放。3月20日，该馆开始实施有限度开放措施，于每周二至日9时至16时开放二楼自助服务区及图书借阅区，期间每日仅开放300个预约名额；读者需凭线上预约二维码入馆，且任意时间点均只允许不超过50名读者同时在馆；此外，于14日内有全球重点疫情发生地区旅居史或与上述地区人士有密切接触的读者不可入馆。5月，该馆在继续实施防疫及限流措施的前提下，恢复了二楼少儿阅览室及三楼期刊阅览室、自习室的开放，并将每日预约入馆的名额扩大至800个，及将瞬时最大接待量扩大至300人。7月31日，该馆进一步将闭馆时间由16时恢复为21时，并相应增加预约入馆名额。

### 数字服务
原慈云图书馆的数字图书馆服务于2007年11月试运行，至2008年1月18日结束；随后，该馆于2008年4月正式向公众开放数字图书馆服务。至今，该馆已购买包括超星数字图书馆、维普科技期刊、读秀知识库、方正apabi电子书库、复印报刊资料数据库等多个数字资源库，亦自行建设了惠州古籍数据库、惠州地方文献数据库及惠州古籍文献全文数据库。
2015年8月，该馆的数字图书终端机于2015南国书香节暨第五届惠州书展上展出，并开放予参展民众试用，民众可利用手机扫描电子图书上的二维码免费下载对应电子书。有关设备则在书展结束后于图书馆内正式启用。2019年7月底，该馆的微信小程序上线，为该馆的数字阅读平台，提供大量正版书籍供民众阅读、收听或存储，亦设置了包含看书打卡、“学习之星”榜在内的多项互动功能。

### 无障碍服务
2008年7月1日，该馆的视障人阅览室启用，供视力障碍人士免费读书及上网。该阅览室提供的书籍主要为针灸、推拿、按摩等方面的专门书籍。此外，该阅览室配备了两台启用了语音提示功能的电脑供使用者上网学习，馆方亦有安排专门向导为视力障碍人士提供必要协助。
2018年10月15日，该馆启动盲人数字阅读推广活动，并开始提供智能听书机外借服务，视障人士可透过该设备搜索、更新、下载及听读大量有声读物。当日，该馆为68位有视力障碍的读者办理了该种设备的借用手续。

### 古籍保护及数字化
1995-1996年间，原惠州市图书馆对馆内的古籍进行了全面的修补、整理，及改善古籍藏书环境。但《惠州日报》于2009年发布的一篇报道中称，慈云图书馆彼时藏有20032册古籍，当中仅有13种163册善本，余下古籍皆不同程度地存在虫蛀、酸化、絮化等问题。对此，图书馆馆长李志鸿指出，该馆无修补古籍的专门人才，因而难以开展古籍修复工作，又表示该馆有对职员进行古籍保护常识培训的计划。
2014年12月28日，该馆成立古籍文献修复室，负责该馆的古籍修复工作，亦接受市民自藏古籍的修复请求。2019年7月31日，该馆首次独立举办古籍修复知识普及、成果展示及印刷术“古法今用”体验活动。8月，该馆在2019南国书香节暨第九届惠州书展上首度公开展出《杜诗集说》《人天共宝》《史通削繁》《罗浮山志会编》等馆藏珍稀古籍、后三者的翻印本及“惠州古籍文献全文数据库”，并设立有关展区展示古籍普查成果。11月，该馆在与中国国家图书馆及其余18间古籍收藏单位联合举办的古籍数字资源共享发布活动中发布四部23册3000页古籍的数字资源，供公众免费阅览。

### 举办活动
惠州市图书馆现时举办的主要活动为与惠州新华书店合办的“你选书，我买单”活动。公众可在惠州购书中心或会展中心（仅惠州书展期间）选购符合该馆文献入藏要求但尚未购入的书籍，之后凭有效借阅凭证在上述选购场合完成登记，即可带走图书，借阅期满后归还至图书馆；该类活动的购书费用由图书馆承担，而公众需接受该馆借阅规则之约束。该活动于2016年4月23日首次举办，其后通常在特定公众假期、世界读书日前后及惠州书展期间开办。

### 版权保护
2009年9月，该馆制定了馆藏文献复制制度，旨在保护该馆所藏书刊的版权。该制度要求任何人士在复印该馆藏书时，不得复印书本版权页，同一本书籍最多只可复印三分之一的内容。此外，该馆亦规定复印者不准复印内部资料及非书刊论文资料，而复印善本、拓片及书画时须经审核批准。
2010年11月17日，有市民向惠州市文化广电新闻出版局投诉，称其在慈云图书馆借到盗版书籍。文广新局随即派员至图书馆进行检查，确认该馆借阅处确有盗版书籍，并即时下架有关书本。图书馆方面则称会考虑追究书商的法律责任。

### 苔花励读成长计划
“苔花励读成长计划”为原慈云图书馆于2022年5月启动的面向乡村留守儿童的公益计划，目的为保障该部分人群的基本文化权益，该计划透过与县级公共图书馆、乡村小学或教学点合办“苔花书屋”的形式进行。书屋主要提供适合儿童阅读的书籍，亦提供用于提升教师业务水平的文献，每半年轮换一次。此外，该计划又设立“阅读推广人”制度及开展“苔花阅读小达人”评比活动。
首间“苔花书屋”于计划启动的同时开幕，设于龙门县蓝田瑶族乡上东村教学点。截至2023年6月底，已有12间书屋启用，覆盖博罗、龙门、惠城等两县一区。

## 行经公共交通
- 慈云图书馆[46]：18、29、35、49、235
- 市公安局[47]：D1、K2、5、16、30、48、202、208、229、230